# Hiopsodòntids
Els hiopsodòntids (Hyopsodontidae) són una família d'ungulats extints de l'ordre dels condilartres. Els animals d'aquest grup visqueren al Paleocè superior i l'Eocè.
En general, els hiopsodòntids eren petits insectívors. El gènere més conegut d'aquesta família és Hyopsodus. Aquest animal aparegué a finals del Paleocè a Nord-amèrica per després estendre's per l'hemisferi nord. Hyopsodus fou un dels últims condilartres i s'extingí durant l'Eocè. El seu esquelet revela que passava part del temps als arbres.